# Main Event der World Series of Poker 2000
Das Main Event der World Series of Poker 2000 war das Hauptturnier der 31. Austragung der Poker-Weltmeisterschaft in Las Vegas.

## Turnierstruktur
Das Hauptturnier der World Series of Poker in No Limit Hold’em startete am 15. Mai und endete mit dem Finaltisch am 18. Mai 2000. Ausgetragen wurde das Turnier im Binion’s Horseshoe in Las Vegas. Die insgesamt 512 Teilnehmer mussten ein Buy-in von je 10.000 US-Dollar zahlen, für sie gab es 45 bezahlte Plätze. Beste Frau war Annie Duke, die den zehnten Platz für mehr als 50.000 Dollar belegte. Kein deutschsprachiger Spieler konnte sich im Geld platzieren.

## Finaltisch

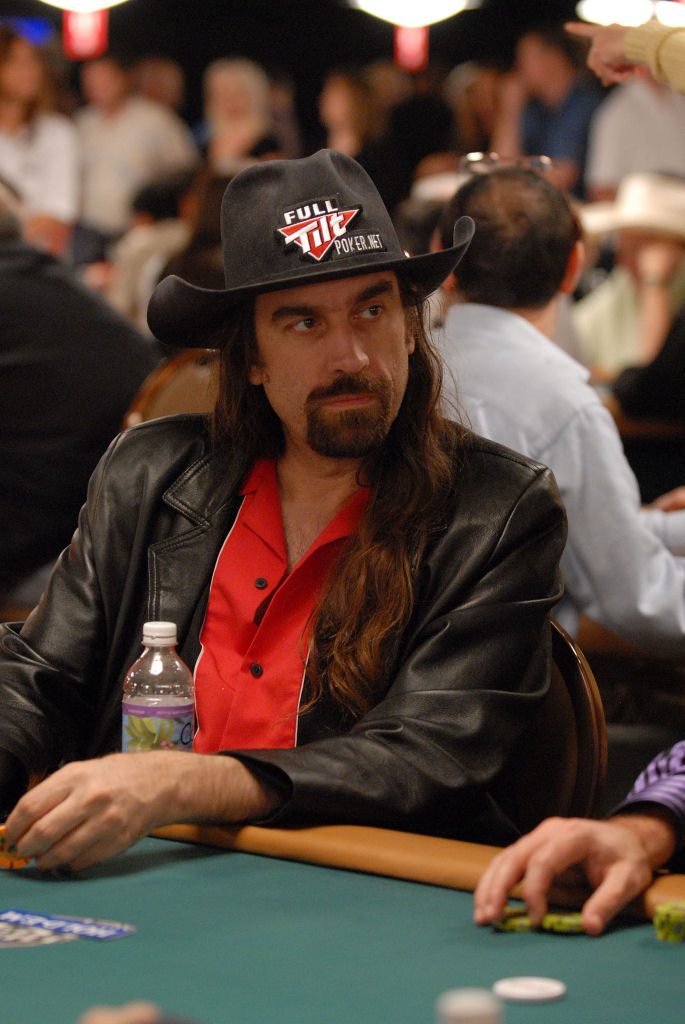
Chris Ferguson (2007)

Der Finaltisch wurde am 18. Mai 2000 letztmals mit nur sechs Spielern ausgespielt. In der finalen Hand gewann Ferguson mit A♠ 9♣ gegen Cloutier mit A♦ Q♣.
| Platz | Herkunft           | Spieler        | Preisgeld (in $) |
| ----- | ------------------ | -------------- | ---------------- |
| 1     | Vereinigte Staaten | Chris Ferguson | 1.500.000        |
| 2     | Vereinigte Staaten | T. J. Cloutier | 0.896.500        |
| 3     | Vereinigte Staaten | Steve Kaufman  | 0.570.500        |
| 4     | Vereinigte Staaten | Hasan Habib    | 0.326.000        |
| 5     | Vereinigte Staaten | James McManus  | 0.247.760        |
| 6     | Vereinigte Staaten | Roman Abinsay  | 0.195.600        |